# Kloster Königshofen an der Heide

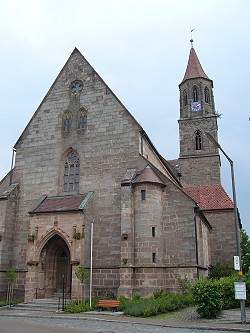
Die ehemalige Klosterkirche

Das Kloster Königshofen an der Heide ist ein ehemaliges Kloster der Augustinerchorfrauen in Bechhofen an der Heide in Bayern. Die Klosterkirche, Marienmünster genannt, ist heute evangelisch-lutherische Pfarrkirche.

## Geschichte
Das der heiligen Maria geweihte Kloster wurde 1422 gegründet durch Katharina Knoll; es wurde vor 1495 aufgelöst. Die Augustinerchorfrauen aus Königshofen übersiedelten 1488/1495 nach Kloster Marienburg. Die Klosterkirche wurde 1565 lutherische Pfarrkirche.
Während des Dreißigjährigen Krieges, am 20. August 1632, flohen die Bewohner von Königshofen bei einem Angriff kroatischer Söldner aus dem kaiserlichen Heer ins Münster, in der Hoffnung, die Angreifer würden das Gotteshaus verschonen. Diese jedoch zündeten das Münster an. Bei dem Brand kamen 114 Menschen ums Leben.